# 貝克 (加利福尼亞州)
貝克（英語：Baker）是位於美國加利福尼亞州聖貝納迪諾縣的一個人口普查指定地區。

## 地理
貝克的座標為35°16′33″N 116°03′57″W / 35.27583°N 116.06583°W，而該地最高點為海拔高度287米（即942英尺）。

## 人口
根據2010年美國人口普查的數據，貝克的面積為6.96平方千米，均為陸地。當地共有人口735人，而人口密度為每平方千米105人。